# Keltischer Goldschatz von Manching

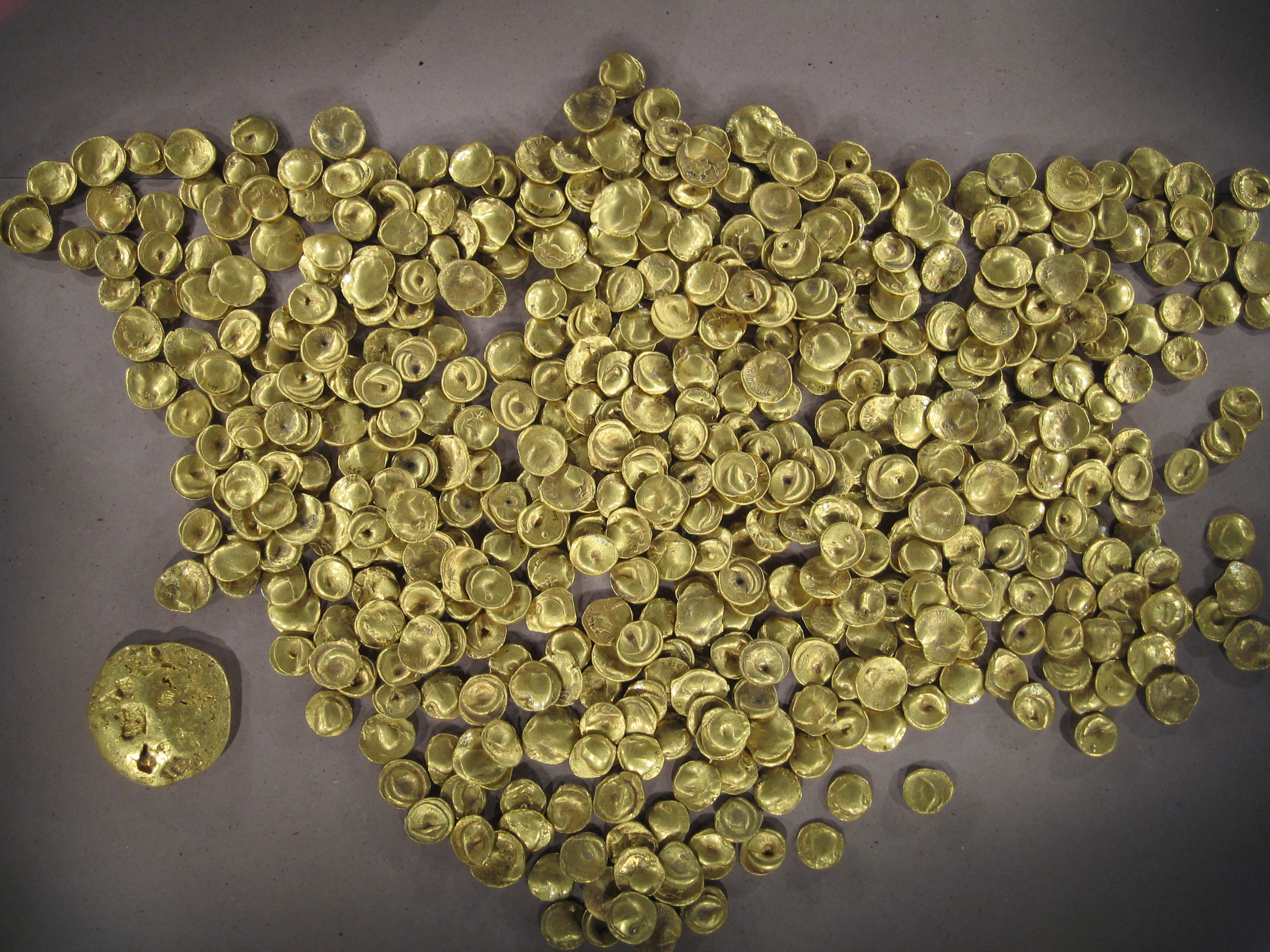
Keltischer Goldschatz von Manching

Der keltische Goldschatz von Manching war ein Depotfund aus der Zeit um 100 v. Chr., der 1999 auf dem Gelände des keltischen Oppidums von Manching geborgen wurde. Bei einem Einbruch im November 2022 in das Manchinger Kelten-Römer-Museum wurde der gesamte Schatz, abgesehen von einer einzelnen, übersehenen Münze, gestohlen und von den Dieben anschließend wahrscheinlich eingeschmolzen.

## Beschreibung

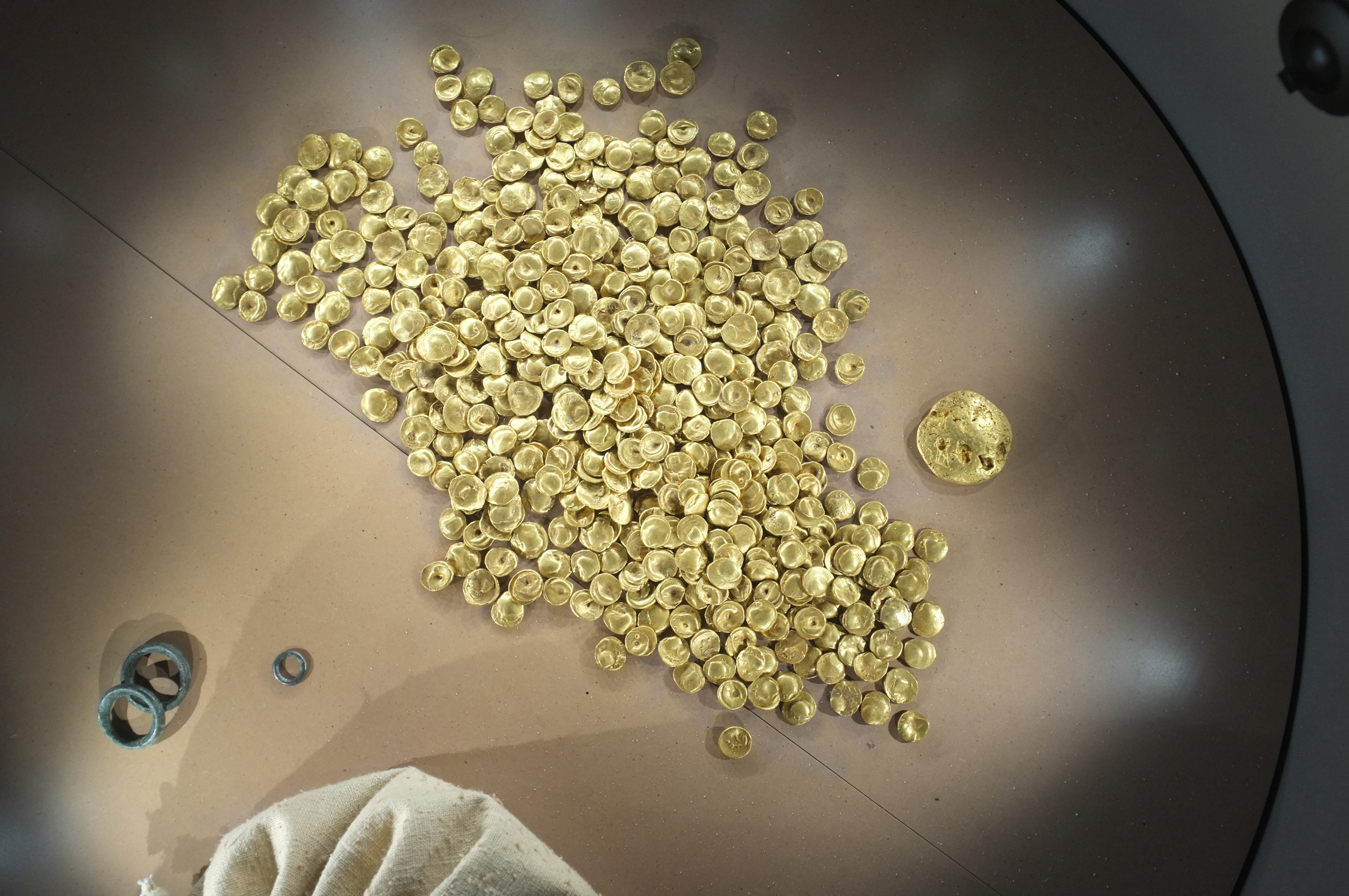
Bronzeringe, Münzen und Gusskuchen

Der Fund umfasste 483 Goldmünzen (Statere) sowie einen 217 Gramm schweren Gusskuchen – insgesamt 3,724 Kilogramm Gold – und drei Bronzeringe:
- Die Münzen wiesen eine homogene Zusammensetzung auf: Der Schatzfund bestand aus so genannten Muschelstateren, die sämtlich im Gebiet der Boier – dem heutigen Böhmen – nach einem vorgegebenen Gewichtsstandard geprägt wurden. Im Schatzfund waren ausschließlich Goldstücke mit einem Gewicht zwischen 7 und 7,5 Gramm vertreten. Sie werden als „boische Statere der älteren Goldprägung“ klassifiziert, wurden im 2. und 1. Jahrhundert v. Chr. geprägt und bestanden aus Gold, das die Kelten im Bergbau und beim Goldwaschen an Flüssen gewonnen hatten. Die Goldlegierung war hochwertig und der Goldgehalt höher als bei den örtlich üblichen südbayerischen Regenbogenschüsselchen. Der Wert einer solchen böhmischen Goldmünze lag damit deutlich über dem eines Regenbogenschüsselchens.[2]
- Der Gusskuchen bestand aus zusammengeschmolzenem Rohmaterial und war schon in der Antike rundherum abgefeilt worden, vielleicht damit das Stück über ein ganz bestimmtes Gewicht verfügte.
- Die drei Bronzeringe dienten wahrscheinlich als Verschluss des Stoff- oder Lederbeutels, in dem das Gold aufbewahrt wurde.

Der Fund war der erste große Goldschatz aus dem Oppidum von Manching und der größte Goldfund keltischer Herkunft im 20. Jahrhundert.

## Fundbergung
Am 26. August 1999 fielen einem Mitarbeiter des Bayerischen Landesamt für Denkmalpflege bei einer routinemäßigen Geländebegehung einige Verfärbungen im Boden auf. In einer dieser Verfärbungen machte er einen schmalen gelblichen Gegenstand aus, der sich bei genauerem Betrachten als Goldmünze entpuppte. Die Untersuchung der unmittelbaren Umgebung mit einem Metalldetektor ergab, dass weitere Münzfunde in dem Areal zu erwarten waren.
Während der improvisierten Grabung – die Archäologen fürchteten Raubgräber und versuchten, die Ausgrabung innerhalb eines Tages abzuschließen –, wurde ein Großteil der teils verstreut liegenden Münzen, der Goldgusskuchen sowie die drei Bronzeringe geborgen. Dabei ergab sich kein Hinweis auf ein Keramikgefäß, sodass davon auszugehen ist, dass der Hort in einem Leder- oder Stoffbeutel vergraben wurde.
Nachdem die Archäologen davon ausgingen, dass keine weiteren Funde mehr zu bergen waren, wurde die Aktion um 20 Uhr beendet. Eine erste Zählung ergab 438 Münzen. Eine Nachuntersuchung am folgenden Tag erbrachte dann aber doch noch weitere 13 Münzen.
Allerdings hatte – entsprechend der Befürchtung der Archäologen – in der Nacht doch ein Sondengänger illegal die Fläche abgesucht und 32 weitere Goldmünzen ausgegraben. Diese konnten letztendlich sichergestellt werden, als der Raubgräber versuchte, sie zu verkaufen.

## Historische Einordnung
Keltische Münzschätze werden vereinzelt immer wieder gefunden. Bereits zum Ende des 3. Jahrhunderts v. Chr. wurden auch in Manching selbst, wenn auch in geringen Stückzahlen, Goldmünzen geprägt. Das Oppidum zeichnete sich in keltischer Zeit durch eine im Wegenetz günstige Lage aus. Infolge des Aufschwungs des Oppidums im 2. Jahrhundert v. Chr. zu einem zentralen Ort nahm auch die Münzprägung in Gold und Silber entsprechend zu. Gut bekannt und örtlich zu erwarten gewesen wären deshalb südbayerische Regenbogenschüsselchen.
Der Fund besteht jedoch ausschließlich aus Goldmünzen, die in Böhmen geprägt wurden. Diese Herkunft (Provenienz) war bis dahin für Münzen in Manching selten. Zusammen mit dem außerordentlichen Umfang des Schatzes belegt das den Kontakt zwischen dem Oppidum von Manching und Böhmen. Der Münzschatz ist der beeindruckendste Beleg für die damaligen Verbindungen zwischen beiden Regionen.
Zeitlich ist der Schatz ins 2. oder frühe 1. Jahrhundert v. Chr. einzuordnen. Eine genauere Angabe ist nicht möglich. Vermutet wird, dass der Besitzer das Gold versteckte und den Schatz aus unbekannten Gründen nicht mehr gehoben hat. Auch darüber ist nichts bekannt.

## Einbruch im Kelten-Römer-Museum 2022

### Diebstahl
In dem 2006 eröffneten Kelten-Römer-Museum war der Depotfund eine Hauptattraktion. Am 22. November 2022 durchtrennten zunächst Unbekannte mehrere Glasfaserkabel in einem Technikraum der Telekom Deutschland, wodurch das Telefonnetz, das Internet und einige Mobilfunkbasisstationen im weiteren Umfeld des Kelten-Römer-Museums ausfielen. In der Folge waren auch Notdienste sowie mehr als 13.000 Nutzer vom Telekommunikationsnetz abgetrennt. Nach dieser Sabotage hebelten die Täter zwei Türen und zwei Sicherheitsglas-Vitrinen im Museum auf und entwendeten den Goldschatz. Die automatische Alarmanlage löste zwar einen Alarm aus, dieser wurde jedoch aufgrund des Ausfalls der Telefon- und Internet-Versorgung nicht an den beauftragten Sicherheitsdienst übermittelt. Eine einzelne Goldmünze wurde von den Einbrechern zurückgelassen. Da sie nach dem Einbruch in einer Ritze gefunden wurde, ist zu vermuten, dass sie den Tätern entglitten war.
Der Verlust des Goldschatzes wurde erst am nächsten Morgen bemerkt. Der reine Materialwert lag zum Zeitpunkt des Diebstahls bei etwa 250.000 Euro, der Handelswert bei etwa 1,7 Mio. Euro, wenn für jede einzelne Münze ein Verkaufswert von 3000 bis 4000 Euro zugrunde gelegt wird.

### Reaktionen
Der bayerische Staatsminister für Wissenschaft und Kunst, Markus Blume, und der Direktor der Archäologischen Staatssammlung München, Rupert Gebhard, äußerten ihre Bestürzung. Der Zweckverband Kelten-Römer-Museum Manching, die Archäologische Staatssammlung und das Bayerische Landeskriminalamt lobten gemeinsam eine Belohnung in Höhe von 20.000 Euro aus für Hinweise, die zur Aufklärung der Tat oder zum Ergreifen der Täter führten. Der Zweckverband befürwortete noch im Juni 2023 Verhandlungen mit den Dieben über eine Rückgabe des Goldschatzes unter der Bedingung, ausschließlich privates Vermögen, wie Spenden, zu verwenden.

### Ermittlungen und Gerichtsverfahren
Eine fünfundzwanzigköpfige Sonderkommission der Kriminalpolizei mit dem Namen „Oppidum“ nahm wegen Bandendiebstahls und Sachbeschädigung das Ermittlungsverfahren auf. Aufgrund verwendeter Tatmittel und DNA-Spuren ermittelte sie gegen eine seit den 1990er-Jahren in Mecklenburg-Vorpommern aktive Tätergruppe. Durch eine Telefonüberwachung erfuhr sie von einer geplanten Übergabe. Am 18. Juli 2023 erfolgte der Zugriff, bei dem vier Tatverdächtige, gegen die eine „erdrückende Beweislast“ vorlag, mit Unterstützung von Spezialeinheiten im Landkreis Ludwigslust-Parchim, in Schwerin und in Halle (Westfalen) festgenommen wurden. Dabei konnten auch 18 Goldklumpen sichergestellt werden. Das Amtsgericht Ingolstadt erließ Haftbefehl gegen sie wegen schweren Bandendiebstahls. Der Strafprozess begann Ende Januar 2025 vor dem Landgericht Ingolstadt. Nach 33 Hauptverhandlungstagen wurde am 29. Juli 2025 das Urteil verkündet. Einer der vier Angeklagten wurde hinsichtlich der Tat in Manching freigesprochen. Unter anderem wegen schweren Bandendiebstahls zusammen mit weiteren bandenmäßigen Einbruchstaten wurden die vier Angeklagten zu Gesamtfreiheitsstrafen zwischen 4 Jahren und 9 Monaten sowie 11 Jahren verurteilt.
Die sichergestellten Goldklumpen bestehen aufgrund des Gewichts wahrscheinlich aus jeweils vier eingeschmolzenen Münzen des gestohlenen Schatzes, womit mindestens etwa 70 Münzen als zerstört gelten müssen. Der Verbleib der übrigen Münzen ist ungeklärt.